# Sabina Sharipova
Sabina Sharipova (Tasjkent, 4 september 1994) is een tennisspeelster uit Oezbekistan. Sharipova begon met tennis toen zij acht jaar oud was. Haar favoriete ondergrond is hardcourt. Zij speelt rechtshandig en heeft een tweehandige backhand.

## Loopbaan
Sharipova speelde voor het eerst op een WTA-hoofdtoernooi op het toernooi van Tasjkent in 2009. Haar beste resultaat op de WTA-toernooien is het bereiken van de tweede ronde. In het ITF-circuit won zij tot op heden(juli 2019) dertien enkelspeltitels.
In de periode 2010–2019 maakte Sharipova deel uit van het Oezbeekse Fed Cup-team – zij behaalde daar een winst/verlies-balans van 19–14.
Op 19 december 2016 kwam zij binnen in de top 150 van de WTA-ranglijst. In november 2018 bereikte zij de 122e plaats.

## Posities op deWTA-ranglijst
Positie per einde seizoen:
| jaar | rang enkelspel | rang dubbelspel |
| ---- | -------------- | --------------- |
| 2009 | 530            | 708             |
| 2010 | 392            | 693             |
| 2011 | 486            | 582             |
| 2012 | 354            | 534             |
| 2013 | 383            | 655             |
| 2014 | 258            | 337             |
| 2015 | 237            | 360             |
| 2016 | 155            | 241             |
| 2017 | 191            | 257             |
| 2018 | 122            | 540             |